# 米格尔·乌里韦
米格尔·乌里韦·图尔瓦伊（西班牙語：Miguel Uribe Turbay，發音：[miˈɣel uˈɾiβe tuɾˈβaʝ]；1986年1月28日—2025年8月11日）是一位哥伦比亚保守派政治人物，也是民主中心黨的黨員。2022年當選哥伦比亚参议院议员。 他曾多次批評哥倫比亞总统古斯塔沃·佩特罗的執政。  
2025年6月7日，乌里韦在參加一場集会时被15歲少年嫌犯枪击头部，並在同年8月11日去世。
其外祖父胡利奥·塞萨尔·图尔瓦伊·阿亚拉曾于1978年至1982年出任哥伦比亚总统。